# Szasowanie
Szasowanie – usuwanie wody ze zbiorników balastowych, za pomocą sprężonego powietrza. Stosowane m.in. na okrętach podwodnych w celu uzyskania pływalności dodatniej i w efekcie wynurzenia okrętu.